# Indywidualne mistrzostwa Ligi Juniorów na żużlu
Indywidualne mistrzostwa Ligi Juniorów na żużlu – indywidualne zawody żużlowe organizowane od sezonu 2008, przeprowadzane w formie jednego turnieju indywidualnego. Organizatorem zawodów jest klub, który w danym roku zwyciężył w rozgrywkach Ligi Juniorów. W zawodach biorą udział zawodnicy w kolejności klasyfikacji według średnich biegopunktowych z rozgrywek Ligi Juniorów.

## Medaliści
| Rok                                     | Miejsce             | Złoto                                                    | Srebro                            | Brąz                                      | Źr. |
| --------------------------------------- | ------------------- | -------------------------------------------------------- | --------------------------------- | ----------------------------------------- | --- |
| 2008                                    | Leszno              | Maciej Janowski WTS Wrocław                              | Robert Kasprzak Unia Leszno       | Przemysław Pawlicki Unia Leszno           |     |
| 2009                                    | Zielona Góra        | Maciej Janowski WTS Wrocław                              | Grzegorz Zengota ZKŻ Zielona Góra | Patryk Dudek ZKŻ Zielona Góra             |     |
| 2010                                    | Gorzów Wielkopolski | Przemysław Pawlicki Stal Gorzów Wielkopolski             | Piotr Pawlicki Unia Leszno        | Bartosz Zmarzlik Stal Gorzów Wielkopolski |     |
| 2011                                    | Zielona Góra        | Patryk Dudek ZKŻ Zielona Góra                            | Emil Pulczyński Unibax Toruń      | Tobiasz Musielak Unia Leszno              |     |
| 2012                                    | Leszno              | Kamil Adamczewski Unia Leszno                            | Piotr Pawlicki Unia Leszno        | Mikołaj Curyło Polonia Bydgoszcz          |     |
| 2013                                    | Toruń               | Paweł Przedpełski Unibax Toruń                           | Szymon Woźniak Polonia Bydgoszcz  | Artur Czaja Włókniarz Częstochowa         |     |
| 2014                                    | Częstochowa         | Patryk Malitowski WTS Wrocław                            | Paweł Przedpełski Unibax Toruń    | Tobiasz Musielak Unia Leszno              |     |
| 2015                                    | Częstochowa         | Maksym Drabik WTS Wrocław                                | Oskar Fajfer KS Toruń             | Bartosz Smektała Unia Leszno              |     |
| 2016                                    | Leszno              | Bartosz Smektała Unia Leszno                             | Dominik Kubera Unia Leszno        | Kacper Woryna ROW Rybnik SA               |     |
| W latach 2017–2019 Ligi nie rozgrywano. |                     |                                                          |                                   |                                           |     |
| 2020                                    | Zielona Góra        | Mistrzostwa zostały odwołane z powodu pandemii COVID-19. |                                   |                                           |     |

## Klasyfikacja medalowa

### Według zawodników
Stan po sezonie 2016
| Lp. | Zawodnik            | Lata      | Złoto | Srebro | Brąz | Razem |
| --- | ------------------- | --------- | ----- | ------ | ---- | ----- |
| 1.  | Maciej Janowski     | 2008–2009 | 2     | –      | –    | 2     |
| 2.  | Paweł Przedpełski   | 2013–2014 | 1     | 1      | –    | 2     |
| 3.  | Przemysław Pawlicki | 2008–2010 | 1     | –      | 1    | 2     |
| 3.  | Patryk Dudek        | 2009–2011 | 1     | –      | 1    | 2     |
| 3.  | Bartosz Smektała    | 2015–2016 | 1     | –      | 1    | 2     |
| 6.  | Kamil Adamczewski   | 2012      | 1     | –      | –    | 1     |
| 6.  | Patryk Malitowski   | 2014      | 1     | –      | –    | 1     |
| 6.  | Maksym Drabik       | 2015      | 1     | –      | –    | 1     |
| 9.  | Piotr Pawlicki      | 2010–2012 | –     | 2      | –    | 2     |
| 10. | Robert Kasprzak     | 2008      | –     | 1      | –    | 1     |
| 10. | Grzegorz Zengota    | 2009      | –     | 1      | –    | 1     |
| 10. | Emil Pulczyński     | 2011      | –     | 1      | –    | 1     |
| 10. | Szymon Woźniak      | 2013      | –     | 1      | –    | 1     |
| 10. | Oskar Fajfer        | 2015      | –     | 1      | –    | 1     |
| 10. | Dominik Kubera      | 2016      | –     | 1      | –    | 1     |
| 16. | Tobiasz Musielak    | 2011–2014 | –     | –      | 2    | 2     |
| 17. | Bartosz Zmarzlik    | 2010      | –     | –      | 1    | 1     |
| 17. | Mikołaj Curyło      | 2012      | –     | –      | 1    | 1     |
| 17. | Artur Czaja         | 2013      | –     | –      | 1    | 1     |
| 17. | Kacper Woryna       | 2016      | –     | –      | 1    | 1     |

### Według klubów
Stan po sezonie 2016
| Lp. | Klub                     | Złoto | Srebro | Brąz | Razem |
| --- | ------------------------ | ----- | ------ | ---- | ----- |
| 1.  | WTS Wrocław              | 4     | –      | –    | 4     |
| 2.  | Unia Leszno              | 2     | 4      | 4    | 10    |
| 3.  | KS Toruń                 | 1     | 3      | –    | 4     |
| 4.  | ZKŻ Zielona Góra         | 1     | 1      | 1    | 3     |
| 5.  | Stal Gorzów Wielkopolski | 1     | –      | 1    | 2     |
| 6.  | Polonia Bydgoszcz        | –     | 1      | 1    | 2     |
| 7.  | Włókniarz Częstochowa    | –     | –      | 1    | 1     |
| 7.  | ROW Rybnik SA            | –     | –      | 1    | 1     |